# 韓国都心空港
韓国都心空港（かんこくとしんくうこう、英: City Airport, Logis & Travel, Korea、CALT）は大韓民国ソウル特別市江南区テヘラン路87ギル22（三成洞）にあるバスターミナルである。仁川国際空港への直行高級リムジンバスが発着する。
かつては、航空券の発券、搭乗手続きや出入国手続きができたが、新型コロナウイルスの影響で2020年4月から休業しており、事業赤字の累積によりそのまま閉鎖となった。
COEXモールと併設されている。

## 交通アクセス

### 鉄道
●ソウル交通公社2号線 三成駅 徒歩5 - 7分